# Vasco Gervásio
Vasco Manuel Vieira Pereira Gervásio, conhecido simplesmente por Gervásio (Malveira, 5 de dezembro de 1943 — Coimbra, 3 de julho de 2009) foi um antigo futebolista e dirigente desportivo português que se notabilizou ao serviço da Académica de Coimbra, clube que representou entre 1962 e 1979. Durante este período, efectuou 430 jogos, dos quais 284 com a braçadeira de capitão. 
Foi internacional júnior e efectuou uma partida pela selecção "B" contra a Bélgica.
Depois de abandonar a competição, continuou a dedicar-se ao seu clube de sempre, tendo sido treinador e posteriormente vice-presidente da Académica entre 2003 e 2008. Faleceu em Coimbra, aos 65 anos de idade, vítima de doença prolongada. Vasco Gervásio é tio avó do atual jogador do Los Angeles FC, João Gervásio Bragança Moutinho. 